# 格拉彭霍尔
格拉彭霍尔是在英格蘭柴郡沃靈頓的一个村庄。它位于布里奇沃特运河沿线，是格拉彭霍尔与塞沃尔自治区的主要定居点。根据英国2001年人口普查，该行政区拥有9,377人口。

## 引用
1. ↑  , Office for National Statistics,   [10 June 2007], （原始内容存档于2016-03-06）